# Halsted (línea Verde)
Halsted es una estación en la línea Verde del Metro de Chicago. La estación se encuentra localizada en 6321 South Halsted Street en Chicago, Illinois. La estación Halsted fue inaugurada el 24 de diciembre de 1906.  La Autoridad de Tránsito de Chicago es la encargada por el mantenimiento y administración de la estación. 

## Descripción
La estación Halsted cuenta con 2 plataformas laterales y 2 vías. 

## Conexiones
La estación es abastecida por las siguientes conexiones: 
- Rutas del CTA Buses: #8 Halsted #63 63rd St (nocturno)